# كريس كولورادو
كريس كولورادو مسلسل رسوم متحركة فرنسي انتج عام 2000 ويتكون من 26 حلقة وتمت دبلجة المسلسل للغة العربية وعرض على قناة ام بي سي 3 وارتينز.

## روابط خارجية
- كريس كولورادو على موقع IMDb (الإنجليزية)
- كريس كولورادو على موقع كينوبويسك (الروسية)
- كريس كولورادو على موقع ألو سيني (الفرنسية)
- كريس كولورادو على موقع قاعدة بيانات الفيلم (الإنجليزية)